# Peugeot 404
O Peugeot 404 é um automóvel do segmento D produzido pela fabricante de automóveis francesa Peugeot de 1960 a 1975. Uma variante de carroceria de caminhão foi comercializada até 1988. Estilizado pela Pininfarina, o 404 foi oferecido inicialmente como um sedã, perua e picape. Um conversível foi adicionado em 1962 e um cupê em 1963. O 404 foi equipado com um motor a gasolina de 1,6 litro, com um carburador Solex ou injeção mecânica de combustível Kugelfischer ou um motor a diesel de 1,9 litro disponível como opções. Introduzido no Salão do Automóvel de Paris como uma opção foi a inclusão de uma transmissão automática ZF de 3 velocidades, semelhante à unidade já oferecida em certos modelos BMW, como uma alternativa à unidade manual padrão montada na coluna.
Popular como um táxi, o 404 tinha uma reputação de durabilidade e valor. O 404 foi fabricado sob licença em vários países africanos até 1991 (no Quênia) e foi fabricado na Argentina pela Safrar/Sevel em El Palomar; em Québec, no Canadá, na fábrica da St-Bruno-de-Montarville Sociéte de Montage Automobile (SoMA) Ltd. (1965-1968); na Nova Zelândia pela Campbell Industries; na Austrália pela Renault Australia Pty. Ltd.; e no Chile pela Automotores Franco Chilena S.A. em Los Andes. A produção francesa da Peugeot de 1.847.568 404s terminou em 1975. Um total de 2.885.374 unidades foram produzidas em todo o mundo no final da produção.

## Montagem estrangeira

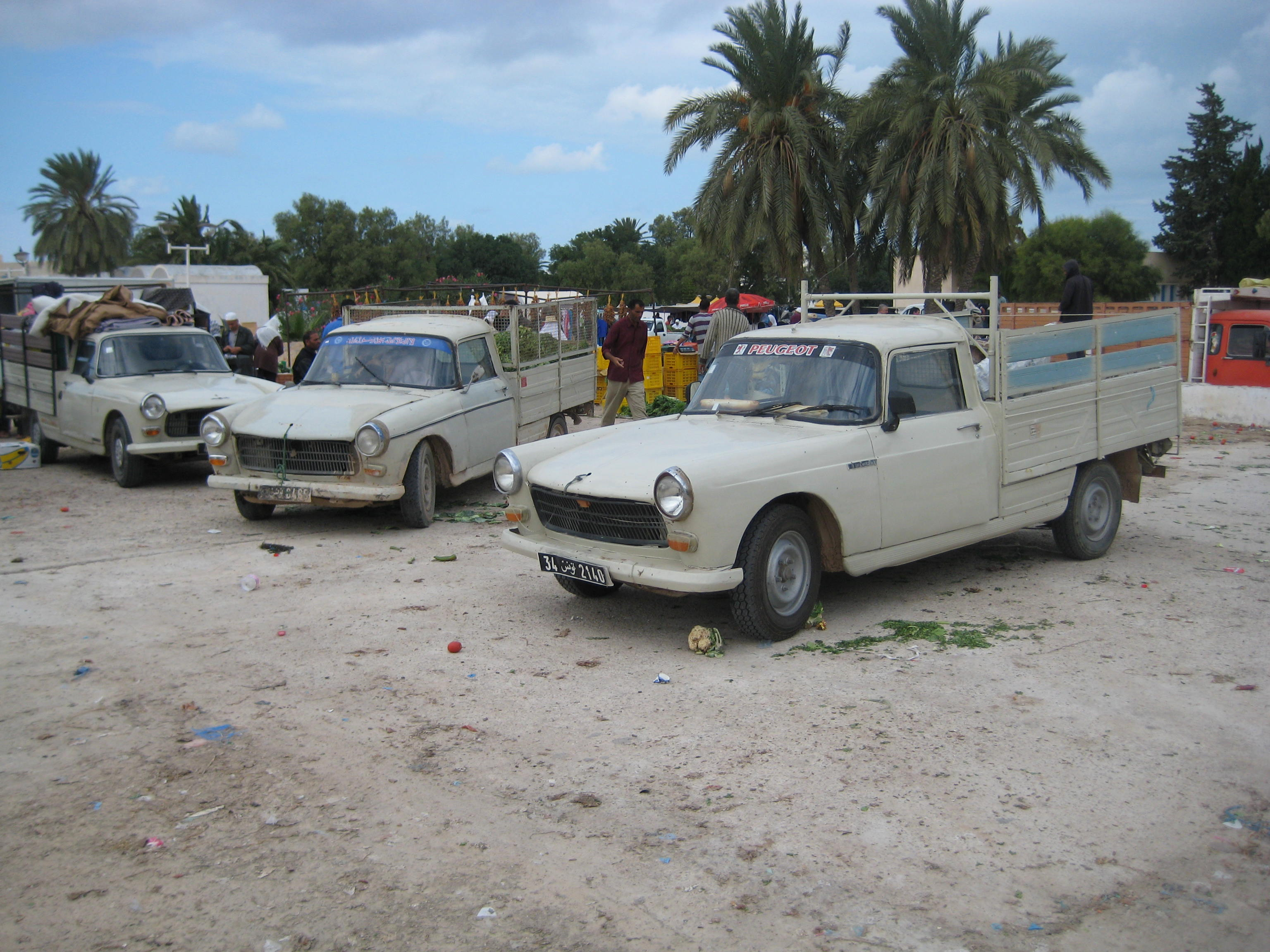
Três picapes Peugeot 404 na Tunísia, ainda em uso em 2011

O 404 foi montado em vários países além da França. Foi fabricado pela Safrar na Argentina (mais tarde Sevel) (162.583 carros produzidos), e a montagem ocorreu na Austrália (pela subsidiária local da Renault – 8.600 carros produzidos), Bélgica, Canadá (cerca de 3.100 sedãs 404 foram produzidos na fábrica SoMA compartilhada com a Renault), Chile (14.892 carros produzidos), Irlanda, Quênia, Madagascar, Malásia, Nova Zelândia (2.800 carros produzidos), Nigéria, Portugal, Peru (pela Braillard a partir de 1967), Rodésia, África do Sul (79.045 carros produzidos) e Uruguai.
Na África do Sul, onde o sedã 404 continuou em produção até o final de 1978, as versões GL e Automatique receberam o motor XM7 de 1,8 litro mais potente, também usado no 504. O GL também recebeu bancos dianteiros semelhantes aos do 504, bem como o câmbio montado no assoalho do 504 com sua curva característica. Carros mais recentes também têm volantes do 504, pois as peças do 404 estavam se tornando escassas. A perua 404 foi montada até o início de 1976, quando o fornecimento de kits CKD franceses acabou.
O 404, especialmente na forma de picape, ainda é uma visão comum no norte e oeste da África. O 404 produzido na Argentina estava disponível com o motor 1.6 a gasolina e o diesel, nos níveis de equipamento Standard ou Luxe. O Luxe apresentava rodas de liga leve esportivas e uma grade especial com luzes extras integradas.